# Jan Karol Dolski
Jan Karol Dolski herbu Kościesza (ur. 1637, zm. 29 kwietnia 1695) – marszałek wielki litewski w 1691 roku, marszałek nadworny litewski w 1685 roku, podczaszy litewski w 1676 roku, krajczy litewski w 1670 roku, marszałek piński w latach 1666–1676, podkomorzy piński w 1662 roku, podstoli słonimski w 1656 roku, starosta piński, ekonom olicki. 
W czasie potopu szwedzkiego, na czele własnej chorągwi wziął udział w bitwie pod Warszawą. Uczestniczył w kampaniach wojny polsko-rosyjskiej 1654-1667.
Poseł sejmiku wołkowyskiego na sejm 1661 roku. Poseł sejmiku pińskiego powiatu pińskiego na sejm wiosenny 1666 roku. Jako pułkownik wziął w 1666 udział w tłumieniu rokoszu Lubomirskiego. W latach 1667 i 1668 był posłem na Sejm. Na sejmie 1667 roku wyznaczony z Koła Poselskiego komisarzem do zapłaty wojsku Wielkiego Księstwa Litewskiego. Poseł sejmiku pińskiego na sejm nadzwyczajny abdykacyjny 1668 roku.
Był elektorem Michała Korybuta Wiśniowieckiego z województwa brzeskolitewskiego w 1669 roku. W 1670 został krajczym wielkim litewskim. Był członkiem konfederacji kobryńskiej wojsk Wielkiego Księstwa Litewskiego w 1672 roku. Walczył w bitwie pod Chocimiem w 1673. Elektor Jana III Sobieskiego z powiatu pińskiego w 1674 roku. Poseł na sejm koronacyjny 1676 roku. Sejm tego roku przyznał mu gratyfikację w wysokości 20 000 złp za męstwo i odwagę. Poseł na sejm 1677 roku, sejm 1683 roku, poseł sejmiku pińskiego na sejm 1681 roku. Na Sejmie 1678/1679 wybrany deputatem do rady przy boku króla. W 1685 mianowany marszałkiem nadwornym litewskim, a w 1691 marszałkiem wielkim.
Założył na Wołyniu miasteczko Nowy Dolsk, dzisiejszy Lubieszów, gdzie Dolski wzniósł drewniany pałac i kolegium pijarów.